# Jeřáb americký
Jeřáb americký (Grus americana) nebo také jeřáb bělohřbetý je ohrožený druh jeřábovitého ptáka žijícího v Severní Americe.

## Popis
Dosahuje výšky 150 cm a rozpětí křídel 230 cm, váží okolo 7 kg. Mladí jedinci mají hnědé peří, dospělci jsou bílí s rudohnědou hlavou a černýma nohama a konci letek. Pohlavní dospělosti dosahuje pták ve čtyřech letech, dožívá se 22 až 24 let. Živí se korýši, měkkýši, obojživelníky, rybami i rostlinnou stravou. Ozývá se charakteristickým daleko slyšitelným troubením, v období tokání předvádějí samci efektní tanec.
Jeřáb americký žil do začátku 20. století jako tažný druh v oblasti středozápadních prérií. Intenzivní lov i ztráta původních stanovišť vedly k prudkému poklesu stavů, posledním hnízdištěm zůstal Národní park Wood Buffalo v severní Kanadě. V roce 1941 zbylo pouhých patnáct kusů, poté Národní Audubonova společnost zahájila program na záchranu tohoto druhu, který zahrnoval umělou inkubaci vajec i navádění ptáků na zimoviště pomocí ultralehkých letadel. Záchrana druhu se zdařila a počátku 21. století bylo napočítáno 400 jeřábů amerických, z toho dvě třetiny ve volné přírodě. Zimuje v Aransas County na pobřeží Mexického zálivu, na ostrově San José Island a u Kissimmee na Floridě, vedle národního parku Wood Buffalo začal hnízdit také nedaleko vesnice Necedah ve Wisconsinu.